# Эванс, Роналд Эллвин
Рональд Эллвин «Рон» Эванс-младший (англ. Ronald Ellwin «Ron» Evans, Jr.; 10 ноября 1933, Сент-Фрэнсис (англ.), Канзас — 7 апреля 1990, Скотсдейл, Аризона) — астронавт США.

## Биография
Эванс родился в Сент-Фрэнсисе (англ., штат Канзас). Получил степень бакалавра по электротехнике в Университете Канзаса в 1956 году и степень магистра наук по авиационной технике в аспирантуре Военно-морских сил США в 1964 году.
С июня 1957 года по 1966 год служил лётчиком-истребителем и лётчиком-инструктором. Был одним из группы 19 астронавтов, выбранных НАСА в апреле 1966 года (NASA Astronaut Group 5 (англ.)). Служил в качестве члена команды поддержки астронавтов для полетов «Аполлон-7» и «Аполлон-11», а также в качестве резервного пилота командного модуля для «Аполлон-14». Участвовал в экспедиции «Аполлон-17», шестой, и пока последней, высадке людей на Луну. Пилот командного модуля. Один из 24 человек, летавших к Луне.
В 1973 году награждён медалью НАСА «За выдающиеся заслуги».
В 1975 году участвовал в программе «Союз — Аполлон» в качестве дублёра пилота командного модуля.
Был женат, двое детей. Увлечения: охота, катание на лодках, плавание, рыбалка, гольф. Умер во сне от сердечного приступа 7 апреля 1990 года в Скотсдейле (штат Аризона).